# Травница (жанр)
Травница (словац. trávnica) — жанр словацких народных лирических хоровых песен, связанных с женским трудом по покосу лугов и сушке сена. Эти песни исполнялись женщинами во время отдыха или по дороге с поля домой. Тематической основой песен являются полевые работы, природа и любовные мотивы.
Травницы относятся к категории луговых или полевых, географически типичных для регионов центральной Словакии — Липтова и Спиша. Лирика песен обычно одно- или двухстрофная. Строфы не привязаны строго к мелодии, могут быть свободно связаными или комбинироваться. Преобладают четырёх- и пятитональные гаммы, мелодически и ритмически нисходящие, с открытой двух- или четырёхголосной формой.